# 杜国平
杜国平（1904年—1992年），中国人民解放军将领、中国人民解放军开国少将。
曾任公安军第二十一师师长。1955年，授予中国人民解放军少将。